# Моцарт и Сальери (фильм)
«Моцарт и Сальери» — телепостановка одноимённой оперы Николая Римского-Корсакова на сюжет «маленькой трагедии» А. С. Пушкина «Моцарт и Сальери».

## Сюжет
Сальери погружён в тяжёлые раздумья. Он сетует, что «нет правды на земле, но правды нет и — выше» и вспоминает свой трудный путь к мастерству: рано отвергнув детские игры и забавы, он самозабвенно предался изучению музыки, презрев всё, что было ей чуждо; он преодолел трудности первых шагов и ранние невзгоды, он овладел в совершенстве ремеслом музыканта, умертвив звуки, он «разъял музыку», «поверил алгеброй гармонию» и только после этого «дерзнул, в науке искушенный, предаться неге творческой мечты». В итоге «усильным, напряжённым постоянством я наконец в искусстве безграничном достигнул степени высокой.»
Никогда Сальери не завидовал, даже тем, кто талантливее и успешнее его. Но теперь он мучительно завидует Моцарту, которому гениальность далась не ценой колоссальной работы над собой и служения искусству а просто так: «Где ж правота, когда священный дар, когда бессмертный гений — не в награду любви горящей, самоотверженья, трудов, усердия, молений послан — а озаряет голову безумца, гуляки праздного?».
Завершая свой монолог, он произносит: «О Моцарт, Моцарт!», и в этот момент появляется сам Моцарт, которому кажется, что Сальери заметил его приближение, а ему хотелось появиться внезапно, чтобы «нежданной шуткой угостить» Сальери.
Моцарт шёл к Сальери чтобы показать ему своё новое произведение, но по дороге у трактира услышал слепого скрипача, который неискусно играл музыку Моцарта. Самому Моцарту такое икажение его музыки показалось весьма забавным, и вот он привёл этого скрипача к Сальери, чтобы тоже повеселить его.
Фальшивя, скрипач играет арию из «Дон-Жуана». Моцарт весело хохочет, но Сальери серьёзен и даже укоряет Моцарта. Ему непонятно, как может Моцарт смеяться над тем, что ему кажется поруганием высокого искусства Сальери прогоняет старика, а Моцарт дает ему денег и просит выпить за его, Моцарта, здоровье.
Решив, что Сальери не в духе и ему не до него, Моцарт собирается прийти к нему в другой раз, но Сальери спрашивает Моцарта, что тот принёс ему. Моцарт отговаривается, называя своё новое сочинение безделицей. Он набросал его ночью во время бессонницы. Но Сальери просит Моцарта сыграть эту вещь. Моцарт пытается пересказать, что испытывал он, когда сочинял, и играет. Сальери поражён, как мог Моцарт, идя к нему с этим, остановиться у трактира и слушать уличного музыканта. Сальери говорит, что Моцарт недостоин сам себя, что его сочинение необыкновенно по глубине, смелости и стройности. Он называет Моцарта богом, не знающим о своей божественности. Смущённый Моцарт отшучивается тем, что божество его проголодалось. Сальери предлагает Моцарту вместе отобедать в трактире «Золотого Льва». Моцарт с радостью соглашается, но хочет сходить домой и предупредить жену, чтобы она не ждала его к обеду.
Оставшись один, Сальери решает, что не в силах более противиться судьбе, которая избрала его своим орудием. Он считает, что призван остановить Моцарта, который своим поведением не поднимает искусство, что оно падет опять, как только он исчезнет. Сальери считает, что живой Моцарт — угроза для искусства: «Как некий херувим, он несколько занёс нам песен райских, чтоб, возмутив бескрылое желанье в нас, чадах праха, после улететь! Так улетай же! чем скорей, тем лучше». Остановить Моцарта он намерен с помощью яда — последнего дара, «дара любви» некоей Изоры, который он носит с собой уже 18 лет.
В тот же день, некоторое время спустя, Сальери и Моцарт обедают в трактире Золотого Льва. Моцарта тревожит Реквием, который он сочиняет по заказу человека в чёрном, не назвавшего своего имени. Моцарту кажется, будто «чёрный человек» повсюду, как тень, ходит за ним и теперь сидит рядом с ними за столом. Сальери, пытаясь развлечь друга, вспоминает Бомарше, но Моцарта преследуют мрачные предчувствия: «Ах, правда ли, Сальери, Что Бомарше кого-то отравил?» — спрашивает он. Но тут же сам себя опровергает: «Он же гений, Как ты да я. А гений и злодейство — Две вещи несовместные. Не правда ль?». Сальери тем временем бросает в его стакан яд. Простодушный Моцарт пьёт за здоровье друга, «за искренний союз, Связующий Моцарта и Сальери, Двух сыновей гармонии». Затем садится к фортепиано и играет фрагмент из своего Реквиема. Сальери слушает его со слезами на глазах. Видя как тронул Сальери его Реквием, Моцарт произносит: «Нас мало избранных, счастливцев праздных, Пренебрегающих презренной пользой, Единого прекрасного жрецов».
Почувствовав недомогание, Моцарт прощается с другом и уходит — в надежде, что сон его исцелит. «Ты заснёшь надолго, Моцарт», — напутствует его, оставшись один, Сальери, теперь как будто потрясённый тем, что он, совершивший злодейство, — не гений.

## В ролях
- Пётр Глебов (вокал — Александр Пирогов) — Антонио Сальери
- Иннокентий Смоктуновский (вокал — Сергей Лемешев) — Вольфганг Моцарт
- Арнольд Мильбретс — слепой музыкант
- Николай Кутузов — чёрный человек

Хор и оркестр Музыкального театра им. Станиславского и Немировича-Данченко, дирижёр — Самуил Самосуд.

## Награды
- Специальный диплом «Гран премио Бергамо» на МКФ фильмов об искусстве в Бергамо (1962).